# Wilmington, Sjeverna Karolina
 Wilmington je grad u američkoj saveznoj državi Sjeverna Karolina, u okrugu New Hanover. Wilmington je osnovan 31. prosinca 1739. godine.

## Povijest
Iako je bilo pokušaja za osnivanjem naselja 1600. godine, Englezi se na ovo područje naseljavaju 1720. godine. Grad Wilmington osnovan je 1739. godine. Prvi doseljenici došli su iz Južne Karoline i s Barbadosa. Zemljoposjednici su u radovima koristili robove. Bogatstvo šuma bilo je glavni pokretač razvoja grada u 18. i 19. stoljeću. Najznačajniji događaj u povijesti Wilmingtona je državni udar i pokolj 1898. godine

## Demografija
Po popisu stanovništva iz 2000. godine u grad je živjelo 75.838 stanovnika 	
u 34.359 kućanstva sa 17.351 obitelji s prebivalištem u gradu, dok je prosječna gustoća naseljenosti 1367 stan./km2.
Prema rasnoj podjeli u naselju živi najviše bijelaca 70,57 % i afroamerikanaca kojih ima 25,82 %.

## Zanimljivost
Nadimci Wilmingtona su "Port City", "Dub-Town", "The City out of the City", "Hollywood of the East" i "Wilmywood".

## Poznate osobe
- Sophia Bush – američka glumica
- Al Gore – američki političar
- Michael Jordan – američki profesionalni košarkaš
- Chad Michael Murray – američki glumac
- Sugar Ray Leonard – američki boksač

## Gradovi prijatelji
- Dandong, Kina
- Doncaster, Velika Britanija
- Bridgetown, Barbados

## Vanjske poveznice
- Službena stranica grada  Arhivirana inačica izvorne stranice od 6. prosinca 1998. (Wayback Machine)
- Službena stranica okruga  Arhivirana inačica izvorne stranice od 2. ožujka 2008. (Wayback Machine)
- Vodič: Wilmington (North Carolina) na Wikivoyageu

### Ostali projekti
|  | Zajednički poslužitelj ima još gradiva o temi Wilmington, Sjeverna Karolina |